# 串珠老鹳草
串珠老鹳草（学名：Geranium transversarsale）是一种牻牛儿苗科植物。这种植物分布于中国新疆；此外，中亚、欧洲也有分布。